# Grand Prix moto des États-Unis
Le Grand Prix moto des États-Unis de vitesse moto est une des épreuves du championnat du monde de vitesse moto. L'épreuve débute de 1961 à 1963 en Floride sur le circuit de Daytona, puis est ajoutée au calendrier du championnat du monde en 1964 et 1965. Le Grand Prix reprend 23 ans plus tard, en 1988, sur le circuit de Laguna Seca, en Californie, jusqu'en 1994, puis de 2005 à 2013.
En 2008, un deuxième Grand Prix US de MotoGP, le Grand Prix moto d'Indianapolis, se tient sur le circuit d'Indianapolis. Les États-Unis auront donc deux Grand Prix moto jusqu'en 2012,.
En 2013 s'ajoute le Grand Prix moto des Amériques, qui se déroule sur le nouveau circuit des Amériques à  Austin, Texas. Cette année-là, trois GP se courent aux États-Unis. L'édition 2013 sera la dernière du Grand Prix moto des États-Unis.

## Circuits utilisés
|  |  |

## Palmarès
Les cases roses indiquent les courses qui n'ont pas fait partie du championnat du monde.

### Par saison
| Année | Circuit     | MotoGP          | Rapport |
| ----- | ----------- | --------------- | ------- |
| 2013  | Laguna Seca | Marc Márquez    | Rapport |
| 2012  | Laguna Seca | Casey Stoner    | Rapport |
| 2011  | Laguna Seca | Casey Stoner    | Rapport |
| 2010  | Laguna Seca | Jorge Lorenzo   | Rapport |
| 2009  | Laguna Seca | Daniel Pedrosa  | Rapport |
| 2008  | Laguna Seca | Valentino Rossi | Rapport |
| 2007  | Laguna Seca | Casey Stoner    | Rapport |
| 2006  | Laguna Seca | Nicky Hayden    | Rapport |
| 2005  | Laguna Seca | Nicky Hayden    | Rapport |

| Année | Circuit     | 125 cm³           | 250 cm³         | 500 cm³       | Rapport |
| ----- | ----------- | ----------------- | --------------- | ------------- | ------- |
| 1994  | Laguna Seca | Takeshi Tsujimura | Doriano Romboni | Luca Cadalora | Rapport |
| 1993  | Laguna Seca | Dirk Raudies      | Loris Capirossi | John Kocinski | Rapport |
| 1991  | Laguna Seca |                   | Luca Cadalora   | Wayne Rainey  | Rapport |
| 1990  | Laguna Seca |                   | John Kocinski   | Wayne Rainey  | Rapport |
| 1989  | Laguna Seca |                   | John Kocinski   | Wayne Rainey  | Rapport |
| 1988  | Laguna Seca |                   | Jim Filice      | Eddie Lawson  | Rapport |

| Année | Circuit | 50 cm³              | 125 cm³             | 250 cm³       | 500 cm³             | Rapport |
| ----- | ------- | ------------------- | ------------------- | ------------- | ------------------- | ------- |
| 1965  | Daytona | Ernst Degner        | Hugh Anderson       | Phil Read     | Mike Hailwood       | Rapport |
| 1964  | Daytona | Hugh Anderson       | Hugh Anderson       | Alan Shepherd | Mike Hailwood       | Rapport |
| 1963  | Daytona | Mitsuo Itoh         | Ernst Degner        | Fumio Ito     | Don Vesco           | Rapport |
| 1962  | Daytona | Kunimitsu Takahashi | Kunimitsu Takahashi | Jess Thomas   | Kunimitsu Takahashi | Rapport |
| 1961  | Daytona |                     |                     | Moto Kitano   | Tony Godfrey        | Rapport |

### Vainqueurs multiples (pilotes)
| Nbre de victoires | Pilote              | Victoires | Victoires        |
| Nbre de victoires | Pilote              | Catégorie | Année            |
| ----------------- | ------------------- | --------- | ---------------- |
| 3                 | Kunimitsu Takahashi | 500 cm3   | 1962             |
| 3                 | Kunimitsu Takahashi | 125 cm3   | 1962             |
| 3                 | Kunimitsu Takahashi | 50 cm3    | 1962             |
| 3                 | Casey Stoner        | MotoGP    | 2007, 2011, 2012 |
| 3                 | Hugh Anderson       | 125 cm3   | 1964, 1965       |
| 3                 | Hugh Anderson       | 50 cm3    | 1964             |
| 3                 | Wayne Rainey        | 500 cm3   | 1989, 1990, 1991 |
| 3                 | John Kocinski       | 500 cm3   | 1993             |
| 3                 | John Kocinski       | 250 cm3   | 1989, 1990       |
| 2                 | Ernst Degner        | 125 cm3   | 1963             |
| 2                 | Ernst Degner        | 50 cm3    | 1965             |
| 2                 | Mike Hailwood       | 500 cm3   | 1964, 1965       |
| 2                 | Luca Cadalora       | 500 cm3   | 1994             |
| 2                 | Luca Cadalora       | 250 cm3   | 1991             |
| 2                 | Nicky Hayden        | MotoGP    | 2005, 2006       |

### Vainqueurs multiples (constructeurs)
| Nbre de victoires | Constructeur | Victoires | Victoires                          |
| Nbre de victoires | Constructeur | Catégorie | Année                              |
| ----------------- | ------------ | --------- | ---------------------------------- |
| 16                | Honda        | MotoGP    | 2005, 2006, 2009, 2011, 2012, 2013 |
| 16                | Honda        | 500 cm3   | 1962                               |
| 16                | Honda        | 250 cm3   | 1961, 1988, 1991, 1993, 1994       |
| 16                | Honda        | 125 cm3   | 1962, 1993, 1994                   |
| 16                | Honda        | 50 cm3    | 1962                               |
| 12                | Yamaha       | MotoGP    | 2008, 2010                         |
| 12                | Yamaha       | 500 cm3   | 1963, 1988, 1989, 1990, 1991, 1994 |
| 12                | Yamaha       | 250 cm3   | 1963, 1965, 1989, 1990             |
| 6                 | Suzuki       | 125 cm3   | 1963, 1964, 1965                   |
| 6                 | Suzuki       | 50 cm3    | 1963, 1964, 1965                   |
| 2                 | MV Agusta    | 500 cm3   | 1964, 1965                         |